# 利雅德戰役
利雅德戰役是沙烏地阿拉伯統一過程中一場小型戰役，交戰雙方為拉希德王朝與伊本·沙特的反抗軍。該場戰役發生於1902年1月13日，今日沙烏地阿拉伯首都利雅德的瑪斯馬克城堡。
1891年的穆萊達戰役結束後，拉希德王朝併吞了內志第二王國並占領利雅德，而沙烏地家族則被迫逃往科威特。 
1901年末，家族領袖阿卜杜勒-阿齊茲·伊本·沙烏地向科威特埃米爾請求物資、人力的資助，以奪回他的家鄉。此前科威特王子也曾與拉希德王朝數次交戰，因此答應伊本·沙烏地的要求，並給他所需的馬匹及軍隊。
1902年1月，伊本·沙烏地和他的親人、部屬重返利雅德後，襲擊並成功占領了城堡。他俘虜並在晨禱後處決了拉希德將領伊本·阿基蘭，隨後伊本·沙烏地將他的頭扔向利雅德的人民。